# Khezrabad
Khezrabad (em persa: خضراباد, também romanizada como Khez̤rābād) é uma aldeia do distrito rural de Langarud, no condado de Abbasabad, da província de Mazandaran, Irã.
No censo de 2006, sua população era de 90 habitantes, em 22 famílias.